# Fernando Cabrera
Fernando José Cabrera (né le 18 août 1989 à Toa Baja, Porto Rico) est un lanceur de relève droitier de baseball qui joue dans les Ligues majeures de 2004 à 2010.

## Carrière
Fernando Cabrera est repêché par les Indians de Cleveland au 10e tour de sélection en 1999. Il fait ses débuts dans le baseball majeur avec ce club le 20 août 2004. Il est sélectionné pour participer au All-Star Futures Game en juillet 2005 mais ne participe pas puisqu'il est rappelé des ligues mineures par les Indians quelques jours plus tôt, le rendant inéligible. Il fait belle figure à ses débuts avec une moyenne de points mérités de 1,47 en 30 manches et deux tiers lancées en 2005, mais est incapable de maintenir ce niveau par la suite : sa moyenne s'élève à 6,04 points mérités accordés par partie au cours des deux saisons suivantes. Cleveland l'abandonne au ballottage vers la fin de la saison 2007 et il est réclamé par les Devil Rays de Tampa Bay, qui le libèrent sans l'avoir employé dans un seul match. Récupéré par les Orioles de Baltimore, il y termine 2007 et y joue 22 matchs en 2008. Il termine sa carrière sur 7 matchs joués au total pour les Red Sox de Boston en 2009 et 2010.
Il poursuit sa carrière, mais en ligues mineures, au cours des années qui suivent. Il joue pour des clubs affiliés aux Athletics d'Oakland en 2011, aux Mets de New York en 2012 et aux Angels de Los Angeles en 2013, en plus d'évoluer dans la Ligue d'hiver de Porto Rico. Au printemps 2013, Cabera accompagne l'équipe de Porto Rico en finale de la Classique mondiale de baseball et remporte avec ses compatriotes une médaille d'argent. 
Hors du jeu en 2014, il signe en février 2015 un contrat avec les Giants de San Francisco.